# Chiesa di San Bartolomeo Apostolo (Cesena)
La chiesa di San Bartolomeo Apostolo è un edificio di culto di Tipano, frazione del comune di Cesena.

## Storia
Costruita prima dell'anno Mille, è menzionata per la prima volta in un documento del 1106. Nel tempo è stata oggetto di rimaneggiamenti ma quelli più significativi risalgono al XV secolo e al 1775. Ha un'unica navata e aveva le pareti ricoperte da affreschi risalenti a un periodo compreso fra i primi decenni del XV secolo e la seconda metà del successivo che ricordano la maniera di Giovanni Francesco da Rimini, pittore attivo fra il 1459 e il 1470; un restauro li ha resi parzialmente visibili. Fece parte di un monastero di Benedettine, passato poi alle Classensi di Ravenna intorno al XIV secolo. La prima menzione come chiesa parrocchiale risale al 1450. Nel 1754 vi venne portata una tela di Francesco Andreini, Martirio di San Bartolomeo, ancora conservata nella parete sud, sulla destra dell'ingresso principale. Dopo la ristrutturazione settecentesca, gli inventari riportano la presenza di diverse opere d'arte e di arredi che sono però quasi tutti andati perduti. Vi si conservano i resti di un trittico con San Bartolomeo.